# Calopteryx virgo
Calopteryx virgo (Linnaeus, 1758) je evropska vodena devica iz familije Calopterygidae. Srpski naziv vrste je Crna sjajna devica

## Identifikacija
Calopteryx virgo je najkrupnija i najtamnija vrsta roda Calopteryx. Mužjaci imaju skoro u potpunosti metalik kobaltna krila, dok ženke imaju providna zelenkasta krila. Let ove vrste liči na let leptira.
Dužina tela iznosi 45-49 mm. Krila, a posebno zadnja krila mužjaka, su šira nego kod ostalih vrsta roda Calopteryx, a oblikom podsećaju na vesla. Krila mužjaka su uglavnom potpuno ljubičasto plava. Poslednji abdominalni gegmenti mužjaka su braon do crvenkasti, izrazito oivičeni crnom bojom, u odnosu na druge vrste roda. Samo se krupne, tamne forme mužjaka C. splendens, kao npr. ssp. intermedia iz Turske, mogu pomešati sa C. virgo, posebno sa bledom ssp. meridionalis u jugozapadnoj Evropi. Međutim, poslednji abdominalni segmenti C. splendens su žućkasti. Ženke su metalik obojene, (braonkasto) zelene i teško ih je razlikovati od ženki C. splendens. Ipak, krila su im uglavnom šira i više braon, nekad veoma tamno braon.
Na osnovu boje krila se mogu razlikovati tri podvrste: virgo, meridionalis i festiva.

## Rasprostranjenje
Vrsta je široko rasprostranjena u Evropi, na istoku do Urala. U Anatoliji je uglavnom ograničena na priobalna područja.

## Životni ciklus
Kao i svi vilinski konjici, tako i ova vrsta ima hemimetabolno razviće. To znači da je njihov zivotni ciklus nepotpun, odnosno da izostaje stadijum lutke.  Kada larva dođe u poslednji stupanj razvića ona izlazi iz vode i iz nje se direktno izleže (eklodira) odrasla jedinka. Košuljica koju ostavi za sobom od tog poslednjeg presvlačenja zove se egzuvija. Ženke polažu jaja u tkivo plutajućih ili potopljenih biljaka. Iz jaja se razvijaju larve koje su grabljivice i hrane se sitnijim vodenim beskičmenjacima. Razviće larvi traje oko dve godine nakon čega izlaze iz vode i ceo  ciklus kreće ponovo.

## Stanište
Preferira hladne tekuće vode, u odnosu na ostale vrste roda Calopteryx, koje su tipično manje, sa više senke. Sa povećanjem gegrafske širine češće se može naći oko malih potoka u šumama. Na mestima gde se vodeni tok širi, C. virgo ustupa mesto C. splendens. Može postojati širok pojas preklapanja, kao i povremena hibridizacija. Uglavnom se nalazi na staništima do 1500 metara nadmorske visine.

## Sezona letenja
Sezona letenja traje od maja do kasnog septembra.

## Galerija
- kopula
- košuljica

## Literatura
- Georg Rüppell: . The Demoiselles Europe The New Brehm library . Westarp Sciences, Hohenwarsleben . 2005.  978-3-89432-883-2. .
- Gerhard Jurzitza: . the cosmos-dragonfly leader Franckh Kosmos Verlag GmbH & Co., Stuttgart . 2000.  978-3-440-08402-1. .
- Heiko Bellmann: . watching dragonflies - determine nature Verlag, Augsburg, . 1993.  978-3-89440-107-8. .
- K. D. B. Dijkstra, illustrations: R. Lewington, Guide des libellules de France et d'Europe, Delachaux et Niestlé, Paris, (. 2007.  978-2-603-01639-8.).
- Klaus Sternberg, Rainer Buchenwald . dragonflies Baden-Württemberg, Volume 1 Eugen Ulmer Verlag, Stuttgart . 2000.  978-3-8001-3508-0. .
- Misof B., CL Anderson, H. Hadrys: A phylogeny of the damselfly genus Calopteryx (Odonata) using mitochondrial 16S rDNA markers. in: *Molecular Phylogenetics and Evolution. Academic Press, Orlando Fla. 15.2000, 1, 5-14 (PDF version). ISSN 1095-9513